# Park Kultury i Wypoczynku w Słupsku
Park Kultury i Wypoczynku w Słupsku – największy kompleks parkowy znajdujący się na terenie miasta Słupska. W obrębie parku znajdują się rozległe tereny zielone, rekreacyjne, korty tenisowe, tereny do jazdy konnej, przystań dla kajaków, hala sportowa przy ul. Rybackiej, fontanna, place zabaw, ścieżki rowerowe, górki do zjeżdżania na sankach. W Pobliżu parku znajduje się miejskie kąpielisko. Przez park przepływa rzeka Słupia i kanał "Młynówka".